# مانوئل مارتین کوئنکا
مانوئل مارتین کوئنکا (اسپانیایی: Manuel Martín Cuenca‎؛ زادهٔ ۳۰ نوامبر ۱۹۶۴) کارگردان فیلم اهل اسپانیا است.
از فیلم‌ها یا مجموعه‌های تلویزیونی که وی در آن‌ها نقش داشته‌است، می‌توان به آدم‌خواری و دوران سخت اشاره نمود.